# Вибори до Харківської обласної ради 2015
Вибори до Харківської обласної ради 2015 — вибори депутатів Харківської обласної ради, які відбулися 25 жовтня 2015 року в рамках проведення місцевих виборів у всій країні.
Вибори відбулися за пропорційною системою, в якій кандидати закріплені за 120 виборчими округами. Для проходження до ради партія повинна була набрати не менше 5% голосів.

## Кандидати
Номери партій у бюлетені подані за результатами жеребкування:
| Номер у бюлетені | Назва                                 | Кількість кандидатів | Перший номер                       |
| ---------------- | ------------------------------------- | -------------------- | ---------------------------------- |
| 1                | «Об'єднання „Самопоміч“»              | 46                   | Мілютіна Вікторія Василівна        |
| 2                | «Сильна Україна»                      | 87                   | Моченков Андрій Володимирович      |
| 3                | «Наш край»                            | 120                  | Фельдман Олександр Борисович       |
| 4                | «Блок Петра Порошенка „Солідарність“» | 121                  | Райнін Ігор Львович                |
| 5                | Волонтерська партія України           | 121                  | Балута Ігор Миронович              |
| 6                | ВО «Батьківщина»                      | 121                  | Шевчук Андрій Іванович             |
| 7                | «Нова держава»                        | 90                   | Александровська Алла Олександрівна |
| 8                | «Відродження»                         | 121                  | Кернес Геннадій Адольфович         |
| 9                | ВО «Свобода»                          | 117                  | Миргородський Олексій Юрійович     |
| 10               | УКРОП                                 | 44                   | Ільїн Олексій Олександрович        |
| 11               | «Сила людей»                          | 121                  | Трофименко Володимир Михайлович    |
| 12               | «Соціалісти»                          | 53                   | Мельниченко Андрій Михайлович      |
| 13               | Радикальна партія Олега Ляшка         | 75                   | Димитрієв Андрій Опанасович        |
| 14               | «Блок Дарта Вейдера»                  | 1                    | Вейдер Дарт Олегович               |
| 15               | «Опозиційний блок»                    | 105                  | немає                              |

## Результати
| Місце | Партія                                | % голосів | Кількість голосів | Зміна % 2015 до 2010 | Усього місць |
| ----- | ------------------------------------- | --------- | ----------------- | -------------------- | ------------ |
| 1     | «Відродження»                         | 35,47%    | 320 895           | —                    | 50           |
| 2     | «Блок Петра Порошенка „Солідарність“» | 14,01%    | 126 776           | —                    | 20           |
| 3     | «Опозиційний блок»                    | 13,56%    | 122 673           | ▼ -21,03%            | 19           |
| 4     | «Об'єднання „Самопоміч“»              | 8,58%     | 77 618            | —                    | 12           |
| 5     | «Наш край»                            | 8,00%     | 72 359            | —                    | 11           |
| 6     | ВО «Батьківщина»                      | 5,26%     | 47 551            | ▼ -12,43%            | 8            |
| 7     | Волонтерська партія України           | 2,93%     | 26 507            | —                    | —            |
| 8     | Радикальна партія Олега Ляшка         | 2,68%     | 24 278            | —                    | —            |
| 9     | УКРОП                                 | 2,29%     | 20 685            | —                    | —            |
| 10    | «Нова держава»                        | 2,26%     | 20 422            | ▼ -7,80%             | —            |
| 11    | ВО «Свобода»                          | 1,71%     | 15 481            | —                    | —            |
| 12    | «Блок Дарта Вейдера»                  | 0,98%     | 8830              | —                    | —            |
| 13    | «Сила людей»                          | 0,97%     | 8781              | —                    | —            |
| 14    | «Соціалісти»                          | 0,67%     | 6041              | ▼ -2,2%              | —            |
| 15    | «Сильна Україна»                      | 0,65%     | 5913              | ▼ -5,26%             | —            |
|       | Усього голосів за партії              | 100%      | 904 810           |                      | 120          |